# Campionatul European de Scrimă din 2006
Campionatul European de Scrimă din 2006  s-a desfășurat în perioada 4-9 iulie la İzmir în Turcia.

## Rezultate

### Masculin
| Probă             | Aur                                                                            | Argint                                                                      | Bronz                                                                        |
| Spadă             | Iván Kovács (HUN)                                                              | Bastien Sicot (FRA)                                                         | Alfredo Rota (ITA) · Pavel Kolobkov (RUS)                                    |
| Spadă pe echipe   | Ungaria Gábor Boczkó Iván Kovács Géza Imre Attila Fekete                       | Polonia Robert Andrzejuk Krzysztof Mikołajczak Tomasz Motyka Adam Wiercioch | Italia Stefano Carozzo Alfredo Rota Paolo Milanoli Diego Confalonieri        |
| Floretă           | Ralf Bißdorf (GER)                                                             | Richard Kruse (GBR)                                                         | Brice Guyart (FRA) · Benjamin Kleibrink (GER)                                |
| Floretă pe echipe | Franța Sébastien Coutant Brice Guyart Grégory Koenig Térence Joubert           | Polonia Wojciech Szuchnicki Radosław Glonek Sławomir Mocek Michał Majewski  | Rusia Andrei Deev Iuri Molcean Serghei Tihonov Dmitri Petrov                 |
| Sabie             | Aleksei Iakimenko (RUS)                                                        | Volodîmîr Lukașenko (UKR)                                                   | Julien Pillet (FRA) · Florin Zalomir (ROU)                                   |
| Sabie pe echipe   | România · Mihai Covaliu · Rareș Dumitrescu · Constantin Sandu · Florin Zalomir | Ungaria Zsolt Nemcsik Tamás Decsi Balázs Lengyel Balázs Lontay              | Rusia Aleksei Iakimenko Aleksei Frosin Stanislav Pozdniakov Nikolai Kovaliov |

### Feminin
| Probă             | Aur                                                                                 | Argint                                                               | Bronz                                                                           |
| Spadă             | Claudia Bokel (GER)                                                                 | Tatiana Logunova (RUS)                                               | Nadia Kazimirciuk (UKR) · Anca Măroiu (ROU)                                     |
| Spadă pe echipe   | România · Ana Maria Brânză · Loredana Iordăchioiu · Iuliana Măceșeanu · Anca Măroiu | Ungaria Adrienn Hormay Tímea Nagy Emese Szász Hajnalka Toth          | Germania Claudia Bokel Imke Duplitzer Britta Heidemann Marijana Markovic        |
| Floretă           | Iana Ruzavina (RUS)                                                                 | Elisa Di Francisca (ITA)                                             | Claudia Pigliapoco (ITA) · Anna Rybicka (POL)                                   |
| Floretă pe echipe | Rusia Svetlana Boiko Iulia Hakimova Iana Ruzavina Aida Șanaeva                      | România · Roxana Scarlat · Cristina Ghiță · Cristina Stahl           | Polonia Karolina Chlewińska Sylwia Gruchała Magdalena Mroczkiewicz Anna Rybicka |
| Sabie             | Sofia Velikaia (RUS)                                                                | Olha Harlan (UKR)                                                    | Ilaria Bianco (ITA) · Bogna Jóźwiak (POL)                                       |
| Sabie pe echipe   | Rusia Sofia Velikaia Ekaterina Fedorkina Ekaterina Diacenko Elena Neceaeva          | Polonia Bogna Jóźwiak Aleksandra Socha Irena Więckowska Lidia Sołtys | Franța Anne-Lise Touya Solène Mary Léonore Perrus Cécile Argiolas               |

### Clasament pe medalii
| Loc   | Țară           | Aur | Argint | Bronz | Total |
| ----- | -------------- | --- | ------ | ----- | ----- |
| 1     | Italia         | 5   | 1      | 3     | 9     |
| 2     | Ungaria        | 2   | 2      | 0     | 4     |
| 3     | România        | 2   | 1      | 2     | 5     |
| 4     | Germania       | 2   | 0      | 2     | 4     |
| 5     | Franța         | 1   | 1      | 3     | 5     |
| 6     | Polonia        | 0   | 3      | 3     | 6     |
| 7     | Ucraina        | 0   | 2      | 1     | 3     |
| 8     | Italia         | 0   | 1      | 4     | 5     |
| 9     | Marea Britanie | 0   | 1      | 0     | 1     |
| Total | Total          | 12  | 12     | 18    | 42    |